# Gadow
Gadow este o arie protejată (arie specială de conservare — SAC, sit de importanță comunitară — SCI) din Germania întinsă pe o suprafață de 412,97 ha, integral pe uscat.

## Localizare
Centrul sitului Gadow este situat la coordonatele 53°05′15″N 11°38′08″E / 53.0875°N 11.6356°E.

## Înființare
Situl Gadow a fost declarat sit de importanță comunitară în septembrie 2000 pentru a proteja 5 specii de animale. Situl a fost protejat și ca arie specială de conservare în mai 1990.

## Biodiversitate
Situată în ecoregiunea continentală, aria protejată conține 8 habitate naturale: Cursuri de apă de la nivel de câmpie la nivel montan, cu vegetație Ranunculion fluitantis și Callitricho-Batrachion, Liziere de ierburi înalte hidrofile de câmpie și de nivel montan până la alpin, Fânețe de joasă altitudine (Alopecurus pratensis, Sanguisorba officinalis), Păduri de fag Luzulo-Fagetum, Păduri de fag Asperulo-Fagetum, Păduri de stejar sau de stejar și carpen sub-atlantice și medio-europene de Carpinion betuli, Păduri acidofile de stejar bătrân cu Quercus robur pe câmpii nisipoase, Păduri aluvionare cu Alnus glutinosa și Fraxinus excelsior (Alno-Padion, Alnion incanae, Salicion albae).
La baza desemnării sitului se află mai multe specii protejate:
- mamifere (4): liliac cârn (Barbastella barbastellus), castor (Castor fiber), vidră de râu (Lutra lutra), liliac comun (Myotis myotis)
- nevertebrate (1): Unio crassus